# وندس گرندس
وندس گرندس (به اسپانیایی: Venados Grandes) یک سکونتگاه مسکونی در آرژانتین است که در ایالت چاکو واقع شده‌است.